# Uperodon
Uperodon és un gènere de granotes de la família Microhylidae que es troba al Pakistan, l'Índia, Bangladesh i Sri Lanka.

## Taxonomia
- Uperodon globulosus (Günther, 1864).
- Uperodon systoma (Schneider, 1799).